# تشابرا (الهند)
تشابرا (بالإنجليزية: Chhapra) هي مدينة ومقر لـمنطقة ساران التابعة لولاية بيهار الهندية. تقع تشابرا بالقرب من تقاطع نهر غاغهرا ونهر الجانج.
نمت مدينة تشابرا واكتسبت أهمية في القرن الثامن عشر كسوق قائم على النهر، وذلك عندما أسس الهولنديون والفرنسيون والبرتغاليون والإنجليز مصانع تكرير النترات في المنطقة. واعتمدت تشابرا كبلدية في عام 1864. تشابرا تضم محطة السكك الحديدية الرئيسية وهي محطة تقاطع تشابرا. ويوجد في تشابرا معبد شاكتيبيث المشهور والذي يسمى أمبيكا بهافاني.

## الطبيعة الجغرافية
تقع شابرا عند إحداثيات . وترتفع عن البحر بمتوسط قدره 36 مترًا (118 قدمًا).

## التركيبة السكانية
وفقًا لـتعداد السكان الصادر عام 2011، بلغ تعداد التكتل السكاني لمدينة تشابرا الحضرية 212،955 نسمة. شمل هذا التكتل السكاني تشابرا (مركز حضري) وساندا (بلدة تعدادية). بلغ إجمالي سكان تشابرا الحضرية 201،597 نسمة، مع توزيع الجنسين بواقع 106،250 ذكرًا و95،347 أنثى. بلغت نسبة الجنس 897 أنثى لكل 1000 ذكر. كما جاء عدد السكان في الفئة العمرية من 0 إلى 6 سنوات بواقع 27،668 نسمة. وبلغ معدل التعليم الفعال للأشخاص الذين تجاوزوا سن 7 سنوات في شابرا 81.30٪ حتى عام 2011.

## الروابط الخارجية
- chapra.in نسخة محفوظة 3 April 2016 على موقع واي باك مشين. </link>